# Cojoacele Babei Dochia
Cojoacele Babei Dochia este un film românesc din 1971 regizat de Tatiana Apahideanu.